# Nestor Hipolito Giovannini
Pour les articles homonymes, voir Giovannini.
Nestor Hipolito Giovannini est un boxeur argentin né le 7 février 1961 à Rafaela.

## Carrière
Il devient champion du monde des lourds-légers WBO en battant aux points le 26 juin 1993 Markus Bott. Vainqueur du combat revanche, il perd sa ceinture face au polonais Dariusz Michalczewski par KO dans la 10e reprise le 17 décembre 1994.